# Lettlands damlandslag i fotboll
Lettlands damlandslag i fotboll representerar Lettland i fotboll på damsidan. Landslaget spelade sin första match den 18 augusti 1993 borta mot Sverige. De har aldrig kvalat in till VM, OS eller EM-slutspelet.